# Archidiecezja Jalapa
Archidiecezja Jalapa (Xalapa) (łac. Archidioecesis Ialapensis; hiszp. Arquidiócesis de Xalapa) – archidiecezja Kościoła rzymskokatolickiego w Meksyku.

## Historia
19 marca 1863 roku papież Pius IX erygował diecezję Veracruz-Jalapa. Dotychczas wierni z tym terenów należeli do diecezji Antequera.
Z terenów diecezji w kolejnych latach utworzono diecezje: Papantla (1922), San Andrés Tuxtla (1959), Orizaba (2000).
29 czerwca 1951 roku decyzją papieża Piusa XII wyrażoną w bulli Inter praecipuas diecezja została podniesiona do rangi archidiecezji metropolitalnej.
9 czerwca 1962 roku nazwa diecezji została zmieniona na Jalapa (Xalapa).

## Ordynariusze

### Biskupi Veracruz-Jalapa
- Francisco de Paula Suárez Peredo y Bezares (1863–1869)
- José María Mora y Daza (1870–1884)
- José Ignacio Suárez Peredo y Bezares (1887–1894)
- Joaquín Acadio Pagaza y Ordóñez (1895–1919)
- Rafał Guízar Valencia (1919–1938)
- Manuel Pío López Estrada (1939–1951)

### Arcybiskup Veracruz-Jalapa
- Manuel Pío López Estrada (1951–1962)

### Arcybiskupi Jalapa
- Manuel Pío López Estrada (1962–1968)
- Emilio Abascal y Salmerón (1968–1979)
- Sergio Obeso Rivera (1979–2007)
- Hipólito Reyes Larios (2007–2021)
- Jorge Carlos Patrón Wong (od 2022)